# Czerkaski Uniwersytet Narodowy im. Bohdana Chmielnickiego
Czerkaski Uniwersytet Narodowy im. Bohdana Chmielnickiego (ukr. Черкаський національний університет імені Богдана Хмельницького, ЧНУ) – ukraińska szkoła wyższa w Czerkasach. Kształcenie prowadzone jest w 33 specjalnościach na 2 fakultetach oraz 8 instytutach. Uczelnia została założona w 1921 jako Czerkaski Instytut Edukacji Narodowej (ukr. Черкаський інститут народної освіти). W 1933 roku Instytut Edukacji Narodowej został zreorganizowany w Czerkaski Instytut Pedagogiczny (ukr. Черкаський педагогічний інститут). 6 października 1995 roku na jego bazie został utworzony Czerkaski Uniwersytet Państwowy im. Bohdana Chmielnickiego. Obecną nazwę otrzymał 21 sierpnia 2003 roku.